# Кун, Максимилиан
Фридрих Адальберт Максимилиан Кун (нем. Friedrich Adalbert Maximilian Kuhn; 1842—1894) — немецкий птеридолог.

## Биография
Максимилиан Кун родился в Берлине 3 сентября 1842 года. Учился в Кёльнской гимназии в Берлине, в 1862 году окончил её и поступил в Берлинский университет. Там он посещал лекции Иоганнеса фон Ханштайна, Германа Карстена и Александра Брауна. В 1865 году принял участие в экспедиции Пауля Ашерсона на Карпаты. В 1866 году, после смерти ведущего птеридолога Георга Генриха Меттениуса, Кун издал публикацию в журнале Linnaea, в которой описывал папоротники из его гербария. В это же время Куну были предоставлены образцы папоротников из коллекции путешественника барона Карла Клауса фон дер Деккена из Африки. В 1867 году Максимилиан Кун получил в Берлинском университете степень доктора философии.
С 1870 года Кун преподавал в Королевской городской средней школе в Берлине, в 1879 году стал её директором, а в 1889 году получив должность профессора. Из-за болезни сердца в 1893 году был вынужден уйти в отставку.
13 декабря 1894 года Максимилиан Кун скончался после инфаркта.
Гербарий Максимилиана Куна в настоящее время хранится в Ботаническом музее Берлин-Далем (B).

## Некоторые научные публикации
- Kuhn, M. Filices africanae. — Lipsiae, 1868. — 233 p.
- Kuhn, M. Cryptogamae vasculares // Baron C. C. von der Decken's Reisen in Ost-Afrika. — 1879. — Vol. 3, pt. 3. — P. 7—71.